# Anne på Grönkulla (1934)
Anne på Grönkulla är en amerikansk film från 1934 i regi av George Nichols Jr.. Filmen är baserad på romanen Anne på Grönkulla av Lucy Maud Montgomery som gavs ut 1908. Skådespelaren som spelade Anne Shirley, Dawn O'Day, ändrade sitt artistnamn till Anne Shirley efter denna film. Filmen blev en oväntad publikframgång 1934. 

## Handling
Den föräldralösa Anne Shirley adopteras av bonden Matthew Cuthbert och hans syster Marilla. Paret väntade sig egentligen en pojke som kunde hjälpa till på gården men de övervinns av Anne och hennes personlighet. 

## Roller (i urval)
- Dawn O'Day - Anne Shirley
- Tom Brown - Gilbert Blythe
- Helen Westley - Marilla Cuthbert
- O.P. Heggie - Matthew Cuthbert
- June Preston - Mrs. Blewetts dotter
- Sara Haden - Mrs. Rachel Barry
- Murray Kinnell - Mr. Phillips, läraren
- Gertrude Messinger - Diana Barry
- Charley Grapewin - Dr. Tatum
- Hilda Vaughn - Mrs. Blewett
- June Preston - Blewetts lilla flicka
- Frank Darien - Angus, stins (okrediterad)
- Bonita Granville - skolflicka (okrediterad)
- Ann Miller - barn (okrediterad)
- George Offerman Jr. - Herbert Root (okrediterad)
- Paul Stanton - Dr. Terry (okrediterad)